# Сидер Крест (Оклахома)
Сидер Крест (енгл. Cedar Crest) насељено је место без административног статуса у америчкој савезној држави Оклахома.

## Демографија
По попису из 2010. године број становника је 312, што је 4 (1,3%) становника више него 2000. године.
| Група             | 2000.       | 2010.       |
| Белци             | 191 (62,0%) | 195 (62,5%) |
| Афроамериканци    | 0 (0,0%)    | 0 (0,0%)    |
| Азијати           | 0 (0,0%)    | 1 (0,3%)    |
| Хиспаноамериканци | 7 (2,3%)    | 11 (3,5%)   |
| Укупно            | 308         | 312         |